# Mazamitla
Mazamitla est une ville et une municipalité de l'État de Jalisco au Mexique. La municipalité a 13 799 habitants en 2015.

## Toponymie
Le nom d'origine nahuatl, Mazamíctlan, se compose des mots mazatl - mitl - tlan qui signifient respectivement « cerf », « flèche » et « lieu ». Le nom peut ainsi suggérer un lieu de chasse aux cerfs, ou l'endroit où l'on fabrique des flèches pour la chasse. D'autres interprétations sont possibles, le blason de Mazamitla par exemple retient celle d'un « paradis des cerfs » figuré par trois cerfs sur fond bleu ciel.

## Description
Mazamitla est située à 2 200 m d'altitude dans la région Sureste de l'État de Jalisco à 124 km de Guadalajara.
Elle est desservie par la route fédérale 110 (es) entre Colima et Jiquilpan.
San José de Gracia, chef-lieu de la municipalité de Marcos Castellanos (es) au Michoacán, n'est qu'à une dizaine de kilomètres au nord-est.
| La Manzanilla de la Paz (es) |           | Marcos Castellanos (es) (État de Michoacán) |
| Concepción de Buenos Aires   | Mazamitla | Valle de Juárez (es)                        |
| Tamazula de Gordiano         |           | Quitupan (es)[à vérifier]                   |

Plus de la moitié du territoire de la municipalité est occupé par des forêts. Les reliefs culminent à 2 840 m et le point le plus bas est à 1 420 m d'altitude. [réf. souhaitée]
La température moyenne annuelle est de 21,8 °C. Les vents dominants viennent du nord. Il pleut principalement de juin à octobre. En moyenne, il tombe 982 mm de pluie par an et il y a 53 jours de gel l'hiver.
En 2010, la municipalité compte 13 225 habitants pour une superficie de 177,18 km2. Elle comprend 60 localités habitées dont les plus importantes sont le chef-lieu Mazamitla (7 865 habitants) et Epeche Chico (724 habitants). Près de 60 % de la population de la municipalité est urbaine.
Au recensement de 2015, la population de la municipalité passe à 13 799 habitants.

## Histoire
Les premiers habitants de l'actuelle municipalité sont des chasseurs-cueilleurs. Des tribus nahuas (aztèques) établissent des colonies dans la région vers 1165. Mazamitla dépend alors du royaume de Tzapotlán (aujourd'hui Zapotlán el Grande) et du cacique de Temazollan[Où ?].
Les Purépechas (ou Tarasques) s'en emparent au XVe siècle en chemin vers le lac de Sayula (es) mais ils en sont chassés dès 1510 par leur défaite à la fin de la guerre du salpêtre (es). Leur passage a laissé des vestiges matériels (poteries purépechas, figurines rituelles, pointes en obsidienne, meules ...) et de nombreux noms de lieux purépechas.
En 1522, Cristóbal de Olid conquiert Tzapotlán, Mazamitla et les mines de Tamazula. La fondation de la paroisse « San Cristóbal Mazamitla » est connue par un décret royal de 1537 qui accorde des terres aux Purépechas.
À l'époque coloniale, Mazamitla dépend de Sayula en Nouvelle-Galice et ce rattachement perdure après l'indépendance. Mazamitla acquiert toutefois le statut de municipalité au XIXe siècle avant de passer, en 1870, du département de Zapotlán el Grande et du 4e canton de Sayula au département de Tamazula et au 9e canton de Ciudad Guzmán. La vallée de Mazamitla fait partie du territoire municipal jusqu'en 1894 puis s'en détache et forme une nouvelle municipalité qui prend en 1911 le nom de Valle de Juárez (es).

## Points d'intérêt
- Architecture : église San Cristobal.
- Paysages naturels : cascades, forêts.
- Artisanat et gastronomie.
- Festival des fleurs : festival organisé à Mazamitla en 2007 et 2008[Passage à actualiser].
- Mazamitla est un Pueblo Mágico, selon l'appellation attribuée par le secrétariat au Tourisme du Mexique à 121 villes mexicaines remarquables pour leur intérêt touristique.

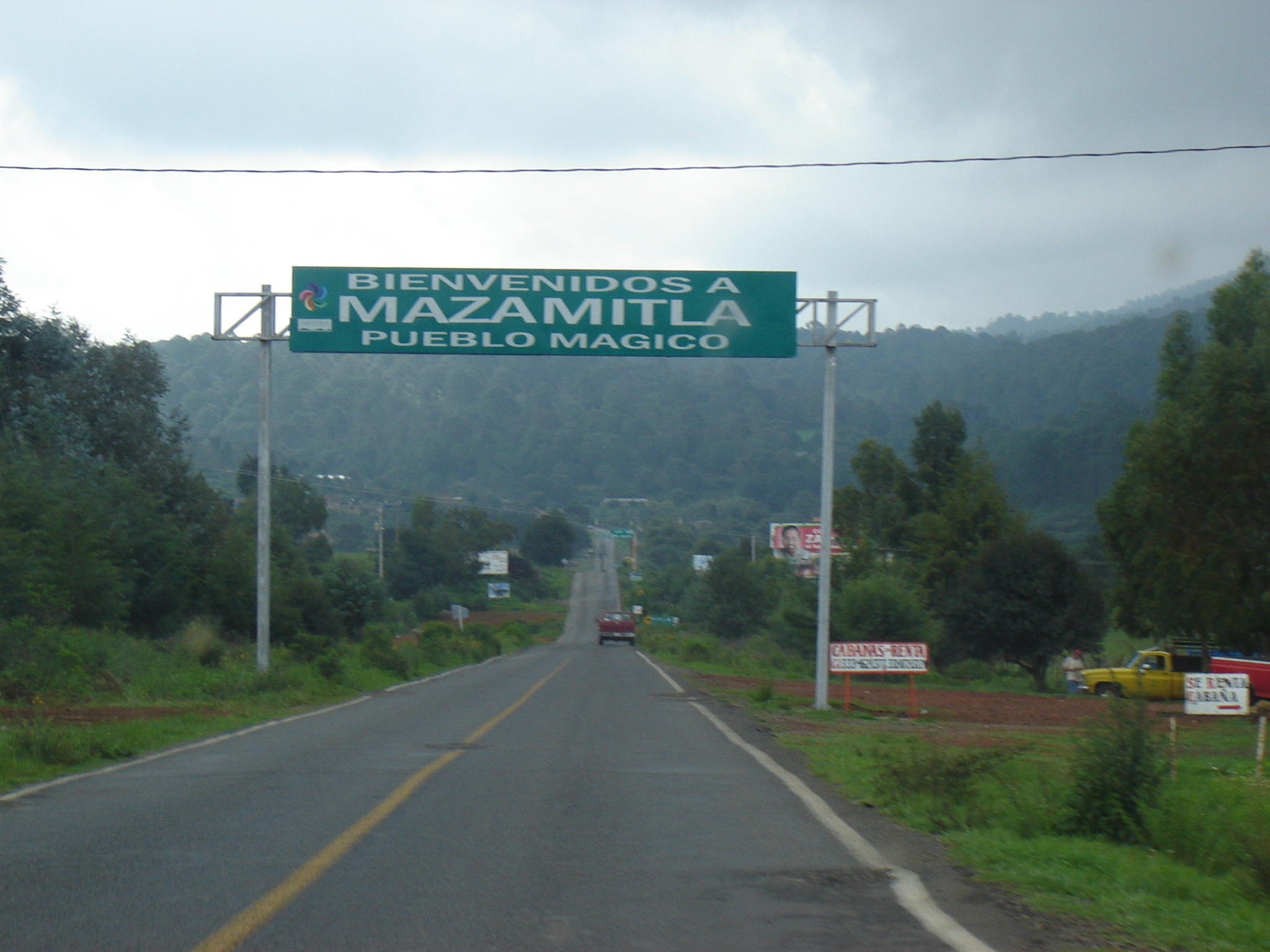
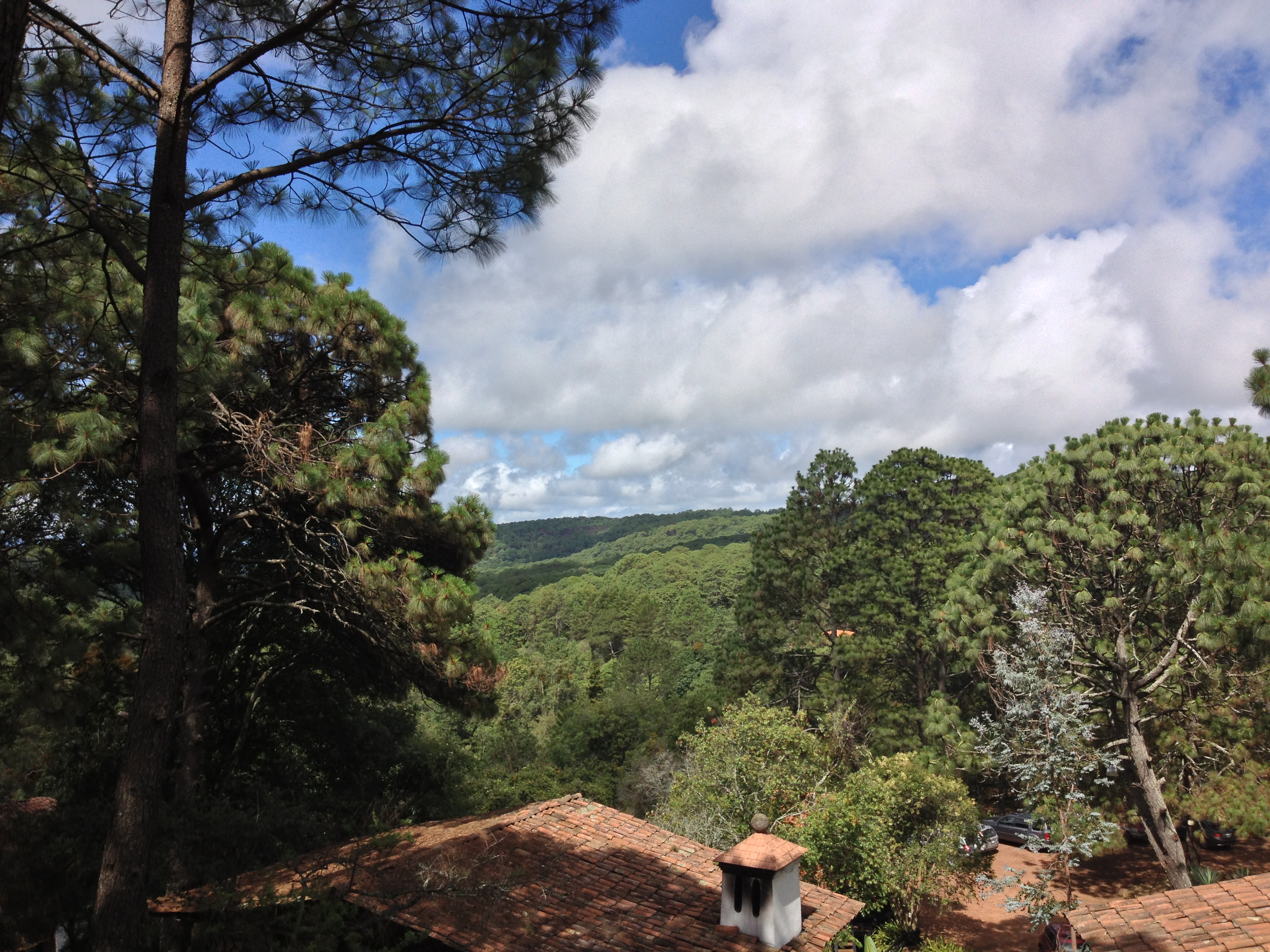
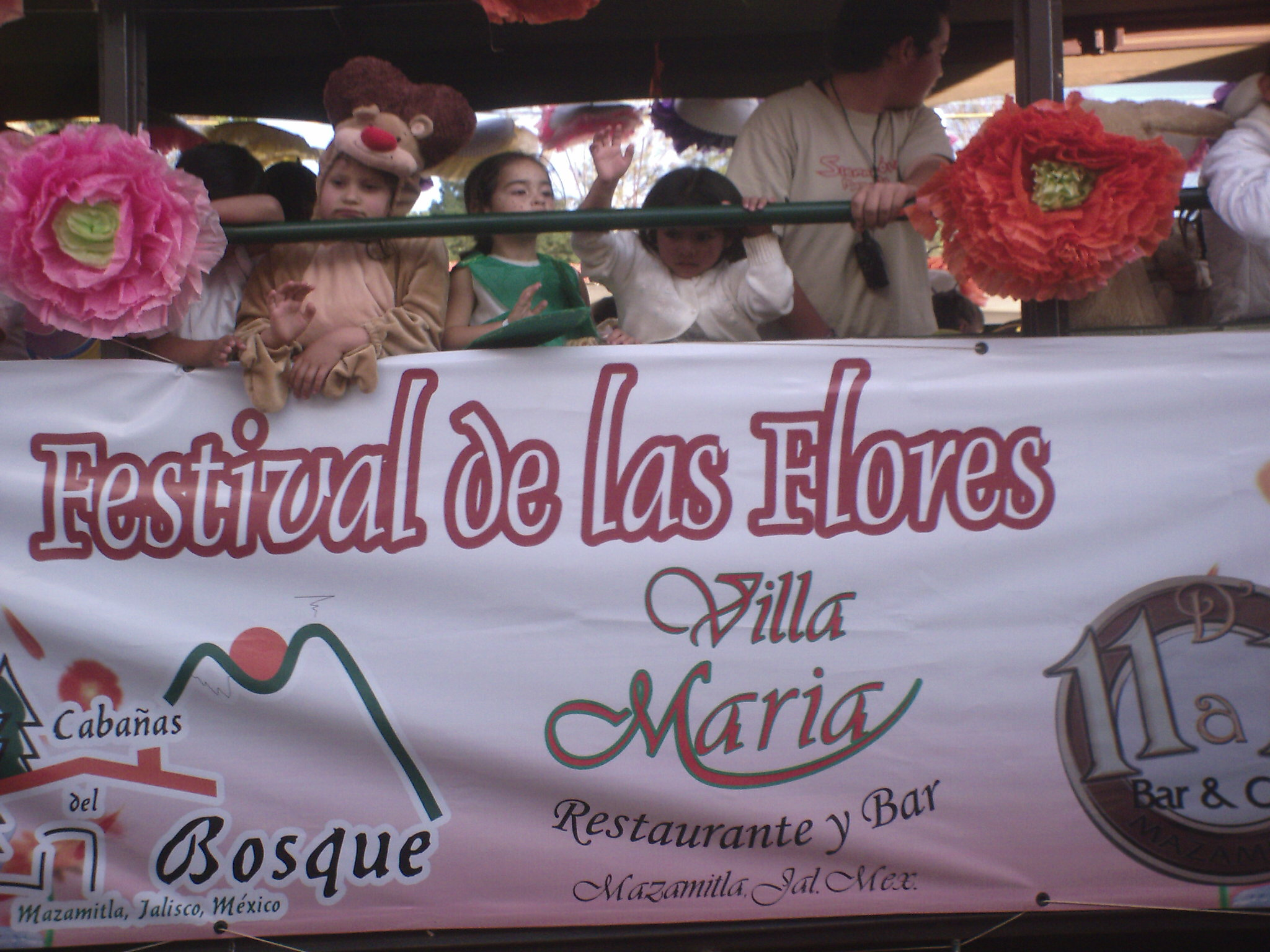